# Матија Антуновић
Матија Антуновић од Аљмаша (мађ. almási Antunovics Mátyás; Суботица, 25. фебруар 1828 — Суботица, 1. август 1912) био је адвокат, краљевски јавни бележник и политичар. За историју бачких Буњеваца је важан зато што је са браћом Мамужић (Лазом и Агом Мамужићем) основао тзв. странку Мамужић-Антуновић за преузимање власти у Суботици из руку представника опозиције (Либералне странке).

## Живот
Потекао је од племените буњевачке породице Антуновићи, који су по свом имању у Бачалмашу добили надимак „од Аљмаша”.Рођен је 1828. као једанаесто од тринаест деце Јосипа Антуновића и Розалије Војнић. Од његове браће истакли су се Стипан и Јосип Антуновић, који су учествовали у Мађарској револуцији као капетани. Завршио је право и теологију на бечком Пазманеуму. Оженио је Јулију Ковач (умрла у Суботици 1908.) 
По избијању Мађарске ревлуције 1848. прикључио се 3. Фердинандовом хусарском пуку (7. јула 1848) који се борио против српских устаника. У јесен се са својим снагама придружио хонведској војсци. Дана 16. јануара 1849. постао је поручник, а 19. јуна надпоручник у свом пуку, у трећем корпусу. Учествовао је 13 битака.
Дана 28. фебруара 1850. мобилисан је у царско краљевски (аустријски) 1. драгонски пук. Из војске је отпуштен 1851. уз откупнину од 500 форинти. 
Године 1867. изабран је среског начелника у Старој Моравици. 
Крајем 1870-их удружио се са адвокатима Агом и Лазом Мамужићем с циљем преузимања власти у Суботици из руку либерала. Уређивао је лист „Хави кроника” (Месечна хроника)
Године 1890. изабран је за краљевског бележника у Суботици.
Био је члан и председник Удружења војника у Суботици.
Умро је у Суботици 1. августа 1912.